# Гонка Чемпіонів (біатлон)
Гонка чемпіонів — щорічне комерційне змагання з біатлону, що з 2011 по 2014 рік проходило на стадіоні «Олімпійський» в Москві. З 2016 року Гонка чемпіонів проходить Тюмені на стадіоні «Геолог».
Прототипом Гонки чемпіонів стала Різдвяна гонка біатлоністів в Гельзенкірхені. Перша гонка була приурочена до річниці польоту Юрія Гагаріна в космос.

## Програма змагань
Основна частина складається з пристрілки, за результатами якої визначається стартовий список на мас-старти. За результатами мас-стартів по 6,5 км спортсмени формують пари для змішаної естафети (в цілому — 11,7 км), якою завершуються змагання.

## Переможці
- 2011:  Марі Дорен-Абер —  Мартен Фуркад
- 2012:  Кайса Мякяряйнен —  Б'єрн Феррі
- 2013:  Марі Дорен-Абер —  Мартен Фуркад
- 2014:  Дар'я Домрачева —  Антон Шипулін
- 2015:  Катерина Юрлова —  Антон Шипулін
- 2016:  Карін Обергофер —  Уле-Ейнар Б'єрндален

## Результати
| Рік                                                                             | Жіночий мас-старт | Чоловічий мас-старт | Змішана естафета |
| 2011 Результати                                                                 | 1. Світлана Слєпцова 23:20.4 2. Тіна Бахман +4.3 3. Валентина Семеренко +5.3 4. Дар'я Домрачева 5. Анна Карін Зідек 6. Ольга Зайцева 7. Анастасія Кузьміна 8. Віта Семеренко 9. Марі Дорен-Абер 10. Анна Марія Нільсон                                                                            | 1. Тар'єй Бо 20:42.1 2. Мартен Фуркад +5.3 3. Карл Бергман +8.1 4. Іван Черезов 5. Антон Шипулін 6. Еміль Хегле Свендсен 7. Б'єрн Феррі 8. Міхаель Грайс 9. Сімон Фуркад 10. Євген Устюгов | 1. Марі Дорен-Абер — Мартен Фуркад 35:41.2 2. Ольга Зайцева — Іван Черезов +3.0 3. Віта Семеренко — Еміль Хегле Свендсен +4.8 4. Тіна Бахман — Карл Юхан Бергман 5. Світлана Слєпцова — Тар'єй Бо 6. Валентина Семеренко — Сімон Фуркад 7. Дар'я Домрачева — Євген Устюгов 8. Анастасія Кузьміна — Антон Шипулін 9. Анна Марія Нільссон — Міхаель Грайс 10. Анна Карін Зідек — Б'єрн Феррі                                                                                               |
| 2012 Результати Записи: Повністю [Архівовано 15 квітня 2015 у Wayback Machine.] | 1. Марі Дорен-Абер 15:36.2 2. Ольга Зайцева +8.4 3. Ольга Вілухіна +12.4 4. Анастасія Кузьміна 5. Віта Семеренко 6. Дар'я Домрачева 7. Сюннева Сулемдаль 8. Кайса Мякяряйнен 9. Тіна Бахманн 10. Валя Семеренко                                                                                   | 1. Яков Фак 14:21,5 2. Антон Шипулін +8.7 3. Еміль Хегле Свендсен +19.2 4. Мартен Фуркад 5. Б'єрн Феррі 6. Андреас Бірнбахер 7. Тар'єй Бё 8. Уле-Ейнар Б'єрндален 9. Сімон Фуркад 10. Іван Черезов                                                                                              | 1. Кайса Мякяряйнен — Б'єрн Феррі 35:54,9 2. Анастасія Кузьміна — Антон Шипулін +0.5 3. Марі Дорен-Абер — Мартен Фуркад +5.3 4. Дар'я Домрачева — Яков Фак 5. Сюнневе Сулемдаль — Андреас Бірнбахер 6. Ольга Зайцева — Уле-Ейнар Б'єрндален 7. Віта Семеренко — Тар'єй Бо 8. Ольга Вілухіна — Еміль Хегле Свендсен 9. Валя Семеренко — Іван Черезов 10. Тіна Бахманн — Сімон Фуркад |
| 2013 Результати Записи: Повністю [Архівовано 5 березня 2016 у Wayback Machine.] | 1. Анастасія Кузьміна 19.12,2 (1) 2. Кайса Мякяряйнен +1,8 (1) 3. Дар'я Домрачева+2,2 (2) 4. Марі Дорен-Абер 5. Ольга Вілухіна 6. Габріела Соукалова 7. Тура Бергер 8. Віта Семеренко 9. Валя Семеренко 10. Міріам Гесснер                                                                        | 1. Антон Шипулін 17.08,6 (0) 2. Яков Фак +1,8 (0) 3. Б'єрн Феррі +3,3 (0) 4. Еміль Хегле Свендсен 5. Крістоф Зуманн 6. Олександр Логінов 7. Мартен Фуркад 8. Євген Устюгов 9. Тар'єй Бо 10. Сімон Фуркад                                                                                        | 1. Марі Дорен-Абер — Мартен Фуркад 42.01,6 (4) 2. Анастасія Кузьміна — Антон Шипулін +0,6 (5) 3. Ольга Вілухіна — Крістоф Зуманн +1,8 (1) 4. Кайса Мякяряйнен — Яков Фак 5. Дар'я Домрачева — Б'єрн Феррі 6. Тура Бергер — Еміль Хегле Свендсен 7. Габріела Соукалова — Тар'єй Бо 8. Віта Семеренко — Євген Устюгов 9. Валя Семеренко — Сімон Фуркад 10. Міріам Гесснер — Олександр Логінов                                                                                              |
| 2014                                                                            | 1. Марі Дорен-Абер 18:04.5 (0) 2. Тура Бергер +3.8 (2) 3. Дар'я Домрачева +6.2 (2) 4. Кайса Мякяряйнен +12.2 (1) 5. Ольга Вілухіна +17.7 (1) 6. Габріела Соукалова +22.2 (2) 7. Ольга Зайцева +23.3 (4) 8. Валя Семеренко +38.7 (1) 9. Віта Семеренко +56.6 (2) 10. Селіна Гаспарін +1:39.9 (3)   | 1. Яков Фак 16:32.2 (0) 2. Антон Шипулін +1,1 (0) 3. Еміль Хегле Свендсен +1,3 (0) 4. Мартен Фуркад +16.5 (1) 5. Сімон Шемпп +18.4 (1) 6. Б'єрн Феррі +21.5 (1) 7. Домінік Ландертінгер +25.3 (2) 8. Сімон Фуркад +27.8 (3) 9. Євген Устюгов +30.7 (0) 10. Ондржей Моравець +51.8 (1)           | 1. Дар'я Домрачева — Антон Шипулін 38,15,9 (1) 2. Марі Дорен-Абер — Мартен Фуркад +1,5 (3) 3. Габріела Соукалова — Сімон Шемпп +24,6 (3) 4. Ольга Зайцева — Сімон Фуркад +28,5 (4) 5. Тура Бергер — Яков Фак +28,9 (7) 6. Кайса Мякяряйнен — Б'єрн Феррі +37,4 (2) 7. Ольга Вілухіна — Еміль Хегле Свендсен +1.11,0 (3) 8. Валя Семеренко — Домінік Ландертінгер +1.48,1 (3) 9. Віта Семеренко — Євген Устюгов +2.32,3 (6) 10. Селіна Гаспарін — Ондржей Моравець +3.59,3 (6)            |
| 2015                                                                            | 1. Дар'я Домрачева 15:59.2 (1) 2. Надія Скардіно +5.5 (1) 3. Карін Обергофер +5.5 (2) 4. Кайса Мякяряйнен +6.5 (2) 5. Тея Грегорін +29.9 (0) 6. Доротея Вірер +31.7 (4) 7. Катерина Юрлова +40.3 (4) 8. Вероніка Віткова +48.8 (6) 9. Валя Семеренко +1:00.3 (5) 10. Дар'я Віролайнен +1:24.3 (7) | 1. Антон Шипулін 14:26.4 (1) 2. Мартен Фуркад +5.7 (2) 3. Уле-Ейнар Б'єрндален +6.5 (3) 4. Ондржей Моравець +14.3 (2) 5. Фредрік Ліндстрьом +20.8 (3) 6. Євген Гаранічев +28.1 (4) 7. Міхал Шлезінгр +31.7 (4) 8. Яков Фак +34.6 (4) 9. Жан Гійом Беатрікс +37.7 (4) 10. Сімон Фуркад +37.7 (4) | 1. Катерина Юрлова — Антон Шипулін 34.36.3 (4) 2. Дар'я Віролайнен — Сімон Фуркад +14.7 (6) 3. Тея Грегорін — Яков Фак +17.9 (5) 4. Дар'я Домрачева — Уле-Ейнар Б'єрндален +22.2 (7) 5. Карін Обергофер — Євген Гаранічев +26.0 (7) 6. Вероніка Віткова — Міхал Шлезінгр +30.1 (7) 7. Доротея Вірер — Фредрік Ліндстрьом +43.8 (7) 8. Кайса Мякяряйнен — Ондржей Моравець +1:06.6 (6) 9. Валя Семеренко — Жан Гійом Беатрікс +1:55.2 (8) 10. Надія Скардіно — Мартен Фуркад +2:14.1 (11) |